# Péter Lóránt
Péter Lóránt (Székelykeresztúr, 1928. december 27. – Marosvásárhely, 2017. május 18.) erdélyi magyar gépészmérnök, szakíró.

## Életútja
A székelyudvarhelyi Református Kollégiumban érettségizett (1947), egy évet a Bolyai Tudományegyetem matematika-fizika szakán végzett, majd a kolozsvári Mechanikai Intézetben folytatta tanulmányait s a helyébe lépő Műegyetemen szerzett gépészmérnöki diplomát (1958). Pályáját közben az Országos Géptervező Intézet (IPROM) kolozsvári fiókjánál kezdte meg. Gyártásvezető a Valea Sadului-i Fémipari Üzemben (1948-54), a kolozsvári Műegyetem fizikai laboratóriumának főnöke, tanársegéd, 1957-től a Tehnofrig üzemnél főtervező, 1970-től az Önállósult Tervező és Kutató Központnál osztályvezető nyugdíjazásáig (1989). Alapító tagja a Tehnofrigben alakult Aero-Delta Klub sárkányrepülő szakosztályának.

## Munkássága
Mint kutatót a folyékony élelmiszeripari, utóbb gyógyszeripari termékek palackozása foglalkoztatta; részt vett az élelmiszeripari gépek és a csomagolástechnika tárgykörébe tartozó állami és iparági szabványok kidolgozásában. Munkája: Műszaki rajz és modern rajztechnika (társszerzők: Szakács József és Nagy János, 1986). Fordítása románból: A fémmegmunkálás technológiája, szerszámai és munkagépei (1980) c. tankönyv I. kötete társszerzőkkel, köztük Orbán János gépészmérnökkel.